# マドリード-レバンテ高速鉄道線
マドリード-レバンテ高速鉄道線（Línea de alta velocidad Madrid-Levante）は、スペインの首都マドリードと地中海沿岸のレバンテ地方を結ぶ高速鉄道AVEの複数の路線の通称。マドリード州、カスティーリャ＝ラ・マンチャ州、バレンシア州を通っており、延伸工事が完成するとムルシア州も通る予定である。
路線はマドリードから東に向かって延びている。カスティーリャ＝ラ・マンチャ州クエンカ県で分岐し、一方はバレンシア州の州都バレンシアに向かう。バレンシアを通る路線はカステリョン県の県都カステリョン・デ・ラ・プラナに向かう高速鉄道線に接続している。もう一方はアルバセテ県の県都アルバセテを通ってバレンシア州アリカンテ県アリカンテに向かう。さらなる延伸工事が完成すると、アリカンテを通る路線は最終的にムルシア州ムルシアに至る予定である。

## 路線

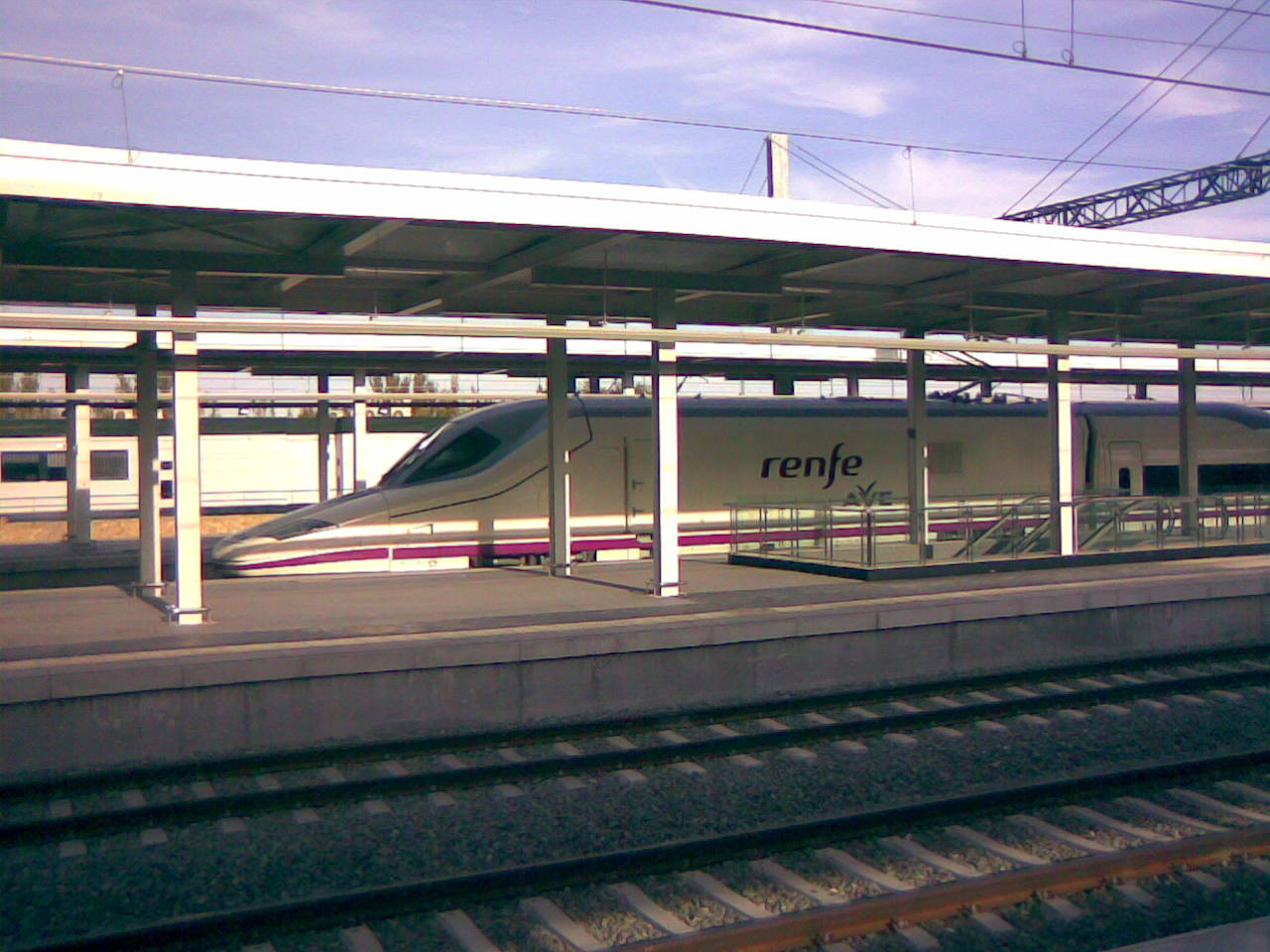
アリカンテ駅に停車中の列車

### マドリード＝バレンシア
2010年12月18日には、スペインの首都マドリードとバレンシア州の州都バレンシアを結ぶ区間が開業した。マドリード近郊の28kmの区間は、既存のマドリード＝セビリア高速鉄道線との共有区間である。2018年1月22日にはバレンシアとバレンシア州カステリョン県の県都カステリョン・デ・ラ・プラナを結ぶ路線が開業し、マドリード-レバンテ高速線と接続された。
マドリードとバレンシアをノンストップで結ぶ列車の所要時間は約1時間40分であり、従来の列車の所要時間を約2時間短縮した。マドリードからカステリョンまでの所要時間は約2時間25分であり、バレンシアと従来の列車の所要時間を約2時間30分短縮した。
マドリードとバレンシアを結ぶ区間は、一日に15往復の列車が運行されており、うち11往復は速達型列車（ノンストップ）、4往復は各駅停車型列車である。バレンシアとカステリョンを結ぶ区間は、一日に2往復の列車が運行されている。

### マドリード＝アルバセテ＝アリカンテ

路線図

2010年12月19日には、マドリードとカスティーリャ＝ラ・マンチャ州アルバセテ県の県都アルバセテを結ぶ区間が開業した。2013年6月には、アルバセテとバレンシア州アリカンテ県の県都アリカンテを結ぶ区間が開業した。アリカンテとムルシア州の州都ムルシアを結ぶ区間は建設工事中である。

## 駅一覧

### マドリード＝バレンシア
| 駅名                             | 速達型 列車 | 各駅型 列車 | 所在地                                           |
| -------------------------------- | ----------- | ----------- | ------------------------------------------------ |
| アトーチャ駅                     | ●           | ●           | マドリード州マドリード                           |
| クエンカ＝フェルナンド・ソベル駅 | ｜          | ●           | カスティーリャ＝ラ・マンチャ州クエンカ県クエンカ |
| レケーナ＝ウティエル駅           | ｜          | ●           | バレンシア州バレンシア県レケーナ、ウティエル     |
| バレンシア中央駅                 | ●           | ●           | バレンシア州バレンシア県バレンシア               |

### マドリード＝アルバセテ＝アリカンテ
| 駅名                             | 速達型 列車 | 各駅型 列車 | 所在地                                               |
| -------------------------------- | ----------- | ----------- | ---------------------------------------------------- |
| アトーチャ駅                     | ●           | ●           | マドリード州マドリード                               |
| クエンカ＝フェルナンド・ソベル駅 | ｜          | ●           | カスティーリャ＝ラ・マンチャ州クエンカ県クエンカ     |
| アルバセテ＝ロス・リャノス駅     | ｜          | ●           | カスティーリャ＝ラ・マンチャ州アルバセテ県アルバセテ |
| ビリェーナ駅                     | ｜          | ●           | バレンシア州バレンシア県ビリェーナ                   |
| アリカンテ中央駅                 | ●           | ●           | バレンシア州アリカンテ県アリカンテ                   |